# 結髮裸婦
《結髮裸婦》，原題《裸婦》、副題《結髮》，是臺灣近代藝術家黃土水於1929年創作的雕刻作品。該雕像以黃土水的妻子廖秋桂為原型，現由耘拙文化藝術典藏。

## 沿革
《結髮裸婦》原為石膏作品，是黃土水以其妻廖秋桂為模特兒製作。黃土水於1931年逝世後，廖秋桂儘可能把黃土水生前的遺作從東京運回臺灣，並妥善安排捐贈，唯獨將這幅作品保存在身邊，可透過觀察作品來回憶過去的與丈夫相處的情感經歷。1960年到1966年期間，居住在基隆市的雕刻師陳昭明經常去探望廖秋桂，在她去世前，廖秋桂因感激陳昭明對已故丈夫在藝術研究、田野調查工作上的付出和努力，因此，她決定捐贈她為丈夫留下的唯一作品給陳昭明。從此，《結髮裸婦》石膏品一直留在基隆由陳家保存。
1997年，由於《結髮裸婦》原本的石膏模型因歲月的流逝而出現脫膜、銹蝕和崩塌的現象，陳昭明決定親自督導將其翻製成銅像以保留黃土水最後的作品。經過翻製後，原本已經陳舊的石膏模型完全毀壞，而銅質的新版《結髮裸婦》成為唯一留存的遺作。
2021年初，陳昭明逝世後，《結髮裸婦》作品轉由兒子陳英士保管，陳家後人因認黃土水的創作不應該被埋藏，而應該讓世人欣賞。因而將《結髮裸婦》交由企業家方德福與其公司耘拙文化藝術購藏。2021年12月25日至2022年1月5日期間，《結髮裸婦》曾於在臺南市東門美術館舉行小型展覽。
2023年初，國立臺灣美術館以黃土水為主題舉辦「臺灣土・自由水：黃土水藝術生命的復活」展覽開幕式，展示37件黃土水現存作品，以及照片、書信、雜誌、明信片等相關文獻，《結髮裸婦》在此次展覽中借展並與其他銅製作品置放於同展間公開展示。

## 雕塑
《結髮裸婦》展現出一名裸體女性，該雕像的線條和肌理呈現細膩的變化，呈現出高雅的風格。相較於黃土水過去人像中的神祇或社會地位的人物，該人體創作以妻子為模特兒，散發出夫妻間情感的深厚。仔細觀察作品則可見裸婦的眼神表情和靦腆容顏的細節，被視為黃土水後期藝術創作的代表性作品。